# Butternut (Wisconsin)
Butternut est un village du comté d'Ashland, dans l'État du Wisconsin, aux États-Unis. En 2020, il comptait une population de 366 habitants.